# 上都
座標: 北緯42度21分35秒 東経116度10分45秒 / 北緯42.35972度 東経116.17917度
上都（じょうと、拼音: Shàngdū）は、モンゴル帝国（元）のクビライが、モンゴル高原南部（現在の中華人民共和国内モンゴル自治区シリンゴル盟正藍旗南部）に設けた都。正藍旗の南のドロンノール県中心市街地から北西へ28キロメートル離れており、灤河上流の閃電河の河畔に位置する。上都鎮からは東北20キロメートル、北京からは北へ275キロメートル。元朝の夏の首都として使われた。
1275年に上都を訪問したマルコ・ポーロが『東方見聞録』に記録したことによりヨーロッパ人にその存在が知られるようになった。西洋ではザナドゥ（Xanadu あるいは Xanadumoo、Zanadu、Shangdu）とも呼ばれる。2002年から修復作業が行われ、2012年に遊牧民族と農耕民族の文明の衝突と融合を示す貴重性が認められ、UNESCOの世界遺産に登録された。

## 概要
元の皇帝に即位する前、クビライは、契丹や金などの活躍の場となってきたドロンノール付近のキンポウゲ科キンバイソウ属の仲間の花が群がって咲くことから金蓮川と呼ばれる草原にオルド（幕営）を構えていた（これは「金蓮川幕府」と呼ばれる）。クビライは一貫して金蓮川幕府から南宋征服の指揮をとり、ここで即位して弟のアリクブケと帝位を争うことになる。
1256年に劉秉忠（子聡、後に大都の設計も手掛ける）に命じて金蓮川付近の閃電河の河畔に、王府となる開平府を建設させた。これが上都の始まりである。1279年に南宋が滅ぶと首都は南の大都（現在の北京）に遷され、開平府は名を上都と改められて陪都となり、夏営地すなわち夏の間に皇帝が避暑と政務をおこなう行宮とされた。
上都はほぼ正方形に近い形状をしており、外側から、外城・内城・宮城の三つの方形の都城が存在した。また上都の東西には、東涼亭と西涼亭という狩猟用の行宮も存在した。
内城と宮城は線対称な配置になっており、後に建設された大都の平面計画に相似しているが、外城は内城・宮城の中心軸からずれた位置にあり形も対称ではない。おそらく劉秉忠は最初に内城と宮城を設計し、後になって大帝国の都にふさわしく拡大する際に外城を増設したと考えられているが、今後の考古学調査の結果が待たれる。現在は草原の中に宮城の各宮殿の基壇や、内城の東の城壁の一部などが残っている。
所在地は北が山、南が川の配置であるため、都市計画には漢人の風水の影響があると言われる。また、上都は13世紀の仏教と道教の大論争の舞台でもあり、その論争の結果、北東アジアにチベット仏教が広がった。

### 外城
外城の城壁は黄土を使った版築のみで築かれ、総延長17里（一辺の長さ2.2キロメートル）で内城を北と西から囲むような曲尺形（L字型）をしており、城門は北に2箇所、西と南に1箇所ずつあった。外城の北の部分はすべて御苑になっておりクリルタイなどが開かれた。内城の隣にある外城西南部は、寺院や道観や官庁、および市街地となっていた。

### 内城
内城（皇城）は上都の南東部を占め長方形をしており、一辺の長さは1.4キロメートルあった。北は御苑、西は外城、東と南は城外となっており、城門の外にも民家や倉庫が建っていた。城壁は版築の表面に切り石を組んで補強されており、城門は南北に1箇所ずつ、東西に2箇所ずつあり門の外側には防御用の甕城が備えられていた。
内部には碁盤目状の通りが走り、南側は官庁街や貴族らの邸宅、北は中央に宮城があり、その両側に龍光華厳寺・乾元寺・華厳寺・孔廟の四つの大寺院やアラブ人学者による天文台が造られていた。内城には大きな空き地が多く、貴族たちや将軍たちが大きなゲルを張ることができるようになっていた。

### 宮城
宮城は内城中央の南北軸上の北寄りにあり、面積は現在の北京の紫禁城の40 %ほどの大きさであった。南北の長さ620メートル、東西の長さ570メートルの長方形で、版築の表面にレンガを積んだ城壁で囲まれていた。門は東、西、南に各1箇所ずつ設けられていた。南門（御天門）では皇帝の詔が読み上げられた。御天門前は東西の幅500メートル余り、南北の幅100メートル余りの大きな広場になっており、この広場で内城を貫く東西横街と南北御道が交差していた。南北御道は内城の南門へ一直線に伸びる大路であった。
宮城の中には様々な宮殿が建っていた。大安閣、承応闕、儀天殿、連香閣、壽昌堂、睿思殿、仁春閣、隆徳殿、清寧殿、楠木亭などがあったとされる。そのうちの大安閣は金の東京にあった宮殿・熙春閣を解体し、その材料を使って建てられた大きな殿閣である。大安閣は宮城の南北軸上にあり、クビライの皇帝即位時には宮城に正殿がなかったため正殿代わりに使われた。大安閣では皇帝が政務や典礼を行い、ユーラシア各国からの使臣が謁見した。承応闕は宮城北部の中央にあり現在の紫禁城の午門に似た位置と構造であった。午門と違い中央に門道はなかったものの左右に双闕が伸びていた。宮城内部のその他の宮殿は池などの形に合わせて自由に配置されており、紫禁城のように南北軸に対して対称にはなっておらず、離宮のような色彩を帯びている。

## 上都の衰退
元上都の主要な役割は、元朝皇帝の避暑地となることであった。毎年、春分には皇帝は大都を発って上都に向かい、秋分になると大都に戻った。その他、新たに徴兵したモンゴル軍が酷暑のためしばらく上都に移動していたという記載もある。
上都の周囲はすべて草原や放牧地であり、食糧や物資は華北からの輸送に完全に依存していた。しかし華北から上都までの水路はなく交通や物資輸送は不便で、都市としての発展には制約があった。クビライは至元元年（1264年）、住民を増やし商業を振興するために免税などの措置で臣民や商人の上都移住を促進したが、食糧不足などが続き、至元30年（1293年）には城内にいた職人らが多数大都へと移住してしまう。
元末期には紅巾の乱が拡大し、至正18年（1358年）12月、関先生、破頭潘、沙劉二らの率いる紅巾軍中路軍が一時的に上都を占領し、宮殿や門を焼き払った。元軍は上都を奪還するものの、至正28年（1368年）閏7月28日、明朝の軍隊が大都に迫ったため、順帝（トゴン・テムル）は大都を放棄し、后妃や臣僚を率いて北走した。同年8月15日に元の宮廷は上都に到着するが、翌1369年6月17日には上都も明軍に占領され、順帝はさらに東の応昌府（現在の内モンゴル自治区赤峰市ヘシグテン旗の達里諾爾〈ダライ・ノール〉西南）へと逃れた。
明朝の洪武2年（1369年）、上都路は開平府と改名した。洪武4年（1371年）には開平衛とし、北平都司の下に置いた。洪武29年（1396年）には北の守りとして開平衛指揮使司を設置しその下に五個の千戸所を置き、屯田を行わせている。永楽帝（朱棣）は何度も明軍を率いてモンゴルへ親征を行い開平に入って指揮を執った。ただし永楽元年（1403年）、永楽帝は開平衛を独石口（現在の河北省沽源県）へと撤退させており、以後、上都は放棄されて草原へと戻っていった。現在、草原のただなかに残る上都の遺跡は「ナイマンスム城」（奈曼蘇黙城、「108の廟」）と呼ばれている。

## 歓楽の都ザナドゥ
マルコ・ポーロは『東方見聞録』の中でザナドゥ（上都）について、大理石で出来た宮殿があり、建物の内部はみな金で塗られ、鳥獣花木の絵が描かれるなど工芸や技術の粋を尽くした装飾がなされて見るものの目を楽しませている、と書き残している。マルコ・ポーロらによりヨーロッパへ伝えられたきらびやかな大都市・ザナドゥの姿は、その後のヨーロッパ人の想像力に影響を与えた。
『見聞録』を読んだイギリスの詩人サミュエル・テイラー・コールリッジは、1816年に『クブラ・カーン、あるいは夢で見た幻影：断片』を書き、この中に歓楽の都・ザナドゥを登場させた。以後、ザナドゥは伝説の都、あるいは理想郷の象徴となっている。

## 世界遺産
世界遺産の登録範囲は都城遺跡のほか、鉄幡竿運河や砧子山墓地なども含まれる。

### 登録基準
この世界遺産は世界遺産登録基準のうち、以下の条件を満たし、登録された（以下の基準は世界遺産センター公表の登録基準からの翻訳、引用である）。
- (2) ある期間を通じてまたはある文化圏において、建築、技術、記念碑的芸術、都市計画、景観デザインの発展に関し、人類の価値の重要な交流を示すもの。
- (3) 現存するまたは消滅した文化的伝統または文明の、唯一のまたは少なくとも稀な証拠。
- (4) 人類の歴史上重要な時代を例証する建築様式、建築物群、技術の集積または景観の優れた例。
- (6) 顕著で普遍的な意義を有する出来事、現存する伝統、思想、信仰または芸術的、文学的作品と直接にまたは明白に関連するもの（この基準は他の基準と組み合わせて用いるのが望ましいと世界遺産委員会は考えている）。